# Boris Merhar
Boris Merhar, slovenski literarni zgodovinar, etnolog, verzolog, prešernoslovec, cankaroslovec, interniranec, akademik, * 1. maj 1907, Trst, † 24. junij 1989, Ljubljana. 

## Življenje in delo
Rodil se je v družini jezikoslovca in publicista Ivana Merharja. Obiskoval je klasično gimnazijo v Ljubljani. Leta 1932 je na Filozofski fakulteti v Ljubljani diplomiral iz zgodovine slovenske književnosti z jugoslovanskimi književnostmi, slovenskega jezika, ruskega jezika s književnostjo in narodne zgodovine. Sprva je kot suplent poučeval slovenščino na gimnaziji v Ljubljani, nato pa je v obdobju od 1936 do 1945 deloval kot profesor v Novem mestu. Tu je bil kot somišljenik osvobodilnega gibanja najprej zaprt, nato pa odpeljan v italijansko internacijo. Leto in pol je bil interniran tudi v Nemčiji, kjer je dočakal konec vojne. Nato je do leta 1947 učil na ljubljanskem učiteljišču. Od 1947 do upokojitve 1975 je predaval starejšo slovensko književnost na Višji pedagoški šoli v Ljubljani, kasneje imenovani Pedagoški akademiji. Od 1960 do 1969 je hkrati honorarno predaval slovensko literarno zgodovino do moderne na Filozofski fakulteti v Ljubljani.
Leta 1976 je bil izvoljen za dopisnega, 1985 pa za rednega člana SAZU v razredu za filološke in literarne vede. Anton Slodnjak je ob tej priložnosti določil Merharjevo mesto in pomen v slovenski literarni vedi: je samosvoj učenec svojih akademskih učiteljev Prijatelja in Kidriča, vendar je »njuno metodo previdno, toda odločno obogatil z lastnimi literarnoteoretičnimi dognanji in sociološkimi pogledi«.
Več let je urejal ljudskoprosvetno revijo Obzornik, kasneje Jezik in slovstvo, bil je sourednik Slavistične revije. Uredil je več kot dvajset izborov ali komentiranih izdaj, ki so namenjene predvsem šolski rabi. Ti zvezki so izhajali zlasti v zbirki Klasje in pozneje v Kondorju. 
Svojo raziskovalno pot je začel z razpravo Levstik in Stritarjevo svetožalje, ki so jo objavili v Levstikovem zborniku (1933). Raziskoval je ljudsko pesništvo in o njem napisal obsežen sintetičen prikaz v Zgodovini slovenskega slovstva I (1956). Uredil je izbor Slovenske ljudske pesmi (1961) (COBISS) in bil sourednik nove znanstvene izdaje Slovenske ljudske pesmi I (1970).  Ukvarjal se je z verzom, metriko in stilistiko. Z nekaj razpravami je posegel v prešernoslovje in cankaroslovje. Pri slednjem je uredil Izbrana dela I–X (1951–1959) (COBISS) in pripravljal komentirane izdaje posameznih njegovih del.
Prejel je skupinsko nagrado Sklada Borisa Kidriča, red dela z zlatim vencem in priznanje častnega članstva Slavističnega društva Slovenije.

## Izbrana bibliografija
- Monografske publikacije
  - Ljudska pesem. Ljubljana: Slovenska matica, 1956. (COBISS)

- Uredniško delo
  - Ivan Cankar: Hlapec Jernej. Ljubljana: DZS, 1947. (COBISS)
  - Ivan Cankar: Na klancu. Ljubljana: DZS, 1949. (COBISS)
  - Ivan Cankar: Križ na gori: ljubezenska zgodba. Ljubljana: Mladinska knjiga, 1956. (COBISS)
  - Ivan Cankar: Črtice. Ljubljana: Mladinska knjiga, 1963. (COBISS)
  - Ivan Cankar: Beseda Ivana Cankarja: izbor odlomkov. Ljubljana: Mladinska knjiga, 1968. (COBISS)
  - Ivan Cankar: Pesmi / Podobe iz sanj. Ljubljana: Cankarjeva založba, 1980. (COBISS)
  - Slovensko berilo (IV-VIII). Ljubljana: DZS, 1946–54. (COBISS)
  - Mlada Breda: izbor ljudskih pesmi. Ljubljana: Prešernova družba, 1974. (COBISS)
  - Tristo narodnih in drugih priljubljenih petih pesmi. Ljubljana: Cankarjeva založba, 1987. (COBISS)

- Članki in razprave
  - Besedna igra in Prešeren. JiS. Letn. 3, št. 8 (1957–58). Str. 337–346. (COBISS)
  - Prešernovo »Neiztrohnjeno srce« v sklopu njegovih balad in »Poezij«. JiS. Letn. 8, št. 4 (januar 1963). Str. 108–114. (COBISS)
  - Folklora in narodopisje. Slovenska matica 1864–1964. Ljubljana: 1964. Str. 116–140. (COBISS)
  - Še kaj o slovenski rimi 1-3. JiS. Letn. 11, št. 4 (april 1966). (COBISS)
  - K zgodovini svobodnega verza v slovenščini. JiS. Letn. 14, št. 7 (september 1969). (COBISS)

- O njem
  - France Bernik: Boris Merhar. Delo. 30. junij 1989. Str. 6. (COBISS)
  - France Bernik: Boris Merhar: (1907–1989). Naši razgledi. Letn. 38, št. 14 (28. julij 1989). Str. 421.(COBISS)
  - France Bernik: Boris Merhar. Letopis SAZU, 40, 1990. Str. 181–183. (COBISS)
  - Darko Dolinar: Merhar, Boris. Slovenska književnost. Ljubljana: Cankarjeva založba, 1996. Str. 293. (COBISS)
  - Jože Koruza: Boris Merhar – šestdesetletnik. JiS. Letn. 12, št. 6 (septemer 1967). Str. 165–166. (COBISS)
  - Tone Pretnar: Akademik prof. Boris Merhar (1907–1989). Dnevnik. 1. julij 1989. Str. 16. (COBISS)
  - Marko Terseglav: Ob osemdesetletnici prof. Borisa Merharja. Traditiones, 17, 1988. Str. 375–376. (COBISS)